# Verkehrssystem
Ein Verkehrssystem ist in der Verkehrswissenschaft die Gesamtheit der in einem bestimmten Verkehrsraum bestehenden Verkehrswege und Verkehrsträger, die meist durch Knotenpunkte miteinander verbunden sind.

## Allgemeines
Diese Definition versteht das Verkehrssystem als ein Netzwerk (Verkehrsnetz), bei dem die Verkehrsteilnehmer ihre Ortsveränderung mit Hilfe von Verkehrswegen, die über Verkehrsknoten miteinander verknüpft sind, erreichen können. Dafür ist ihre räumliche Mobilität erforderlich, die durch Fortbewegung von Personen, Gütern oder Tieren innerhalb des Verkehrssystems oder Verkehrsraumes erreicht wird. Dabei sind die Verkehrsträger (Personentransport, Gütertransport, Tiertransport) im Regelfall mit unterschiedlichen Transportmitteln unterwegs. Die Verkehrswissenschaft fokussiert Mobilität dagegen häufig auf die Fortbewegung durch den motorisierten Individualverkehr. Die Aktivitäten, die den Verkehr verursachen, sind ebenso Teil des Verkehrssystems wie die Einrichtungen, die den Transportprozess organisieren. Auch die transportierten Personen und Güter gehören zum Verkehrssystem.

## Arten
Für jede Verkehrsart gibt es eigene Verkehrssysteme, das betrifft den Straßenverkehr (mit seinem Straßennetz), Schienenverkehr (Schienennetz), Wasserverkehr (Wasserstraßennetz) und Luftverkehr (Luftstraßennetz). Ferner können die Verkehrssysteme unterschieden werden
- nach zu überwindenden Entfernungen: Fern- und Nahverkehrssysteme;
- für öffentliche Verkehrssysteme: S-Bahn-, U-Bahn-, Stadtbahn-, Oberleitungsbus-, Stadtbussysteme.

Der Systemcharakter ist dabei mehr oder weniger gut erkennbar. Moderne Stadtbussysteme in Mittelstädten zeigen ihn im Detail durch das oft angewendete Rendezvous-Konzept an einem Bustreffpunkt besonders deutlich.
Einzelne Verkehrssysteme können mit anderen verknüpft sein. Das öffentliche Nahverkehrssystem einer Großstadt kann z. B. aus den Einzelsystemen S-Bahn, U-Bahn, Straßenbahn, Stadtbus und Fähre bestehen. Über die Verkehrstelematik können Verkehrssysteme informationstechnisch verbunden oder koordiniert werden.

## Netzwerkökonomik
Das Verkehrssystem bildet einen Teil der Verkehrsinfrastruktur, die zudem noch insbesondere aus Verkehrsbauwerken besteht. Als Netzwerk muss das Verkehrssystem in einer Weise funktionieren, dass die Verkehrsstärke auch zur Hauptverkehrszeit vom System bewältigt werden kann, ohne dass die Verkehrsdichte zu einer Netzstörung führt, die den Verkehrsfluss bis zum Verkehrsstau verringert. Verkehrsstaus sind netzwerkökonomisch negative externe Effekte, die zu Nutzungskosten (Staukosten) führen. Nutzungskosten entstehen dadurch, dass sich die Verkehrsteilnehmer als Nutzer der Verkehrsinfrastruktur jenseits einer kritischen Masse der Netzlast gegenseitig behindern und die Grenzkosten der Nutzung von allgemein nahe „Null“ auf deutlich positive Werte steigen. Spürbar werden diese Kosten durch Verspätungen, denn die Verkehrswege erfüllen ihre ursprüngliche Aufgabe der Gewährleistung einer ungehinderten Mobilität nicht mehr.

## Wirtschaftliche Aspekte
Die Entwicklung einer arbeitsteiligen Wirtschaft wird einerseits durch ein funktionierendes Verkehrssystem ermöglicht, andererseits beeinflusst das Wirtschaften der einzelnen Wirtschaftssubjekte das Verkehrssystem.
Die Konjunktur beeinflusst den Verkehr durch Veränderung des Verkehrsaufkommens. Jedes Wirtschaftssubjekt (Unternehmen, Privathaushalte, der Staat) benötigt Verkehrsleistungen von Verkehrsträgern, die das Verkehrssystem beanspruchen. Unternehmen bedienen sich dem Straßengüterverkehr, Schienengüterverkehr, der Frachtschifffahrt oder dem Luftfrachtverkehr, Personen benötigen den Personenverkehr.